# Rameschki (Twer, Rameschkowski)
Rameschki (russisch Ра́мешки) ist eine Siedlung städtischen Typs in der Oblast Twer in Russland mit 4318 Einwohnern (Stand 14. Oktober 2010).

## Geographie
Der Ort liegt gut 50 km Luftlinie nordnordöstlich des Oblastverwaltungszentrums Twer unweit des rechten Ufers der Kamenka, die etwa 8 km südlich von links in die Medwediza mündet.
Rameschki ist Verwaltungszentrum des Rajons Rameschkowski sowie Sitz und einzige Ortschaft der Stadtgemeinde (gorodskoje posselenije) Possjolok Rameschki. Einen bedeutenden Anteil der Einwohner der Siedlung, ein knappes Drittel, stellen Karelier, die in der Region seit dem 15. bis 17. Jahrhundert siedeln.

## Geschichte
Der Ort wurde erstmals 1551 als Ramenki urkundlich erwähnt, als Zar Iwan IV. dem Dreifaltigkeitskloster von Sergijew Possad den Besitz des Dorfes bestätigte. Das zwischenzeitlich aufgegebene und 1646 wieder besiedelte und nun Ramenka genannte Dorf gehörte dem Kloster noch bis 1764. Im 18. Jahrhundert wurde es erstmals als Rameschka bezeichnet und gehörte in Folge zum Ujesd Beschezk.
Am 30. August 1929 wurde Rameschki Verwaltungssitz eines neu geschaffenen, nach ihm benannten Rajons. 1979 erhielt der Ort den Status einer Siedlung städtischen Typs.

### Bevölkerungsentwicklung
| Jahr | Einwohner |
| ---- | --------- |
| 1781 | 107       |
| 1859 | 385       |
| 1902 | 441       |
| 1939 | 1238      |
| 1959 | 1499      |
| 1970 | 2255      |
| 1979 | 3476      |
| 1989 | 4390      |
| 2002 | 4246      |
| 2010 | 4318      |

Anmerkung: seit 1939 Volkszählungsdaten

## Verkehr
Rameschki wird östlich von der Regionalstraße 28K-0058 umgangen, die von Twer kommend weiter in nordöstlicher Richtung über Beschezk nach Wessjegonsk und zur Grenze der Oblast Wologda führt, weiter nach Ustjuschna. Nach Norden zweigt die 28K-0974 ins benachbarte Rajonzentrum Maksaticha ab.
Die nächstgelegenen Bahnstationen befinden sich jeweils gut 50 km entfernt in Twer an der Strecke Sankt Petersburg – Moskau und Maksaticha an der Strecke Rybinsk – Bologoje.

## Söhne und Töchter des Ortes
- Gennadi Woronow (1910–1994), Politiker